# 鼠
鼠 (souris, rat) est un kanji composé de 13 traits et fondé sur 鼠. Il fait partie des jōyō kanji.
Il se lit そ ou しょ en lecture on et ねずみ en lecture kun.
Son Unicode est 9F20.
Dans le calendrier chinois, le 鼠 est le premier. Les douze animaux se sont affrontés sur leur préséance dans le cycle d'années dans le calendrier. On a donné à tous les animaux alignés sur le bord d'une rivière la tâche d'aller au rivage opposé. Le bœuf était le plus rapide, mais le rat avait sauté sur le dos du bœuf. Quand le bœuf a abordé le rivage, le rat a sauté et a fini la course le premier.